# (92389) Gretskij
(92389) Gretskij est un astéroïde de la ceinture principale.

## Description
(92389) Gretskij est un astéroïde de la ceinture principale. Il fut découvert le 3 mai 2000 à l'observatoire d'Ondřejov par Petr Pravec et Peter Kušnirák. Il présente une orbite caractérisée par un demi-grand axe de 2,22 UA, une excentricité de 0,14 et une inclinaison de 8,7° par rapport à l'écliptique.

## Compléments